# Loupfougères

Loupfougères este o comună în departamentul Mayenne, Franța. În 2009 avea o populație de 430 de locuitori.